# Svensk roulette
|  | Denne artikel er oprettet af botten PalnaBot ud fra en ekstern database. Den kan derfor have sproglige fejl eller mangler. Denne skabelon kan fjernes efter kontrol af indholdet. |

Svensk roulette er en kortfilm fra 1997 instrueret af Anders Gustafsson efter manuskript af Anders Gustafsson, Peter Hugge.